# Geovanni
Geovanni Deiberson Maurício Gómez (* 11. Januar 1980 in Acaiaca, MG), kurz Geovanni, ist ein ehemaliger brasilianischer Fußballspieler. Er spielte die meiste Zeit offensiven Mittelfeld, konnte aber auch als Flügelspieler für beide Seiten eingesetzt werden.

## Karriere

### Verein
Geovanni startete seine Karriere 1997 bei Cruzeiro Belo Horizonte. Schon früh bescheinigten ihm die brasilianischen Fußballexperten ein großes Talent. Von 1998 bis 1999 wurde er an América Mineiro ausgeliehen und konnte dort überzeugen. Er erzielte ein Tor in 15 Spielen. Nach dieser Leihe wurde er Stammspieler bei seinem Lieblingsverein aus Belo Horizonte.
2001 wechselte er für 20.000.000 Euro zum FC Barcelona und unterschrieb dort einen Vier-Jahres-Vertrag. In seiner ersten Saison in der ersten spanischen Liga, war er bei 21 Spielen auf dem Platz. Die meiste Zeit fungierte er aber als Einwechselspieler. In seiner zweiten Saison wurde er von Trainer Carles Rexach nicht mehr so stark berücksichtigt. Er spielte nur fünf Spiele während der Saison 2002/2003 und wurde am Anfang der folgenden Saison an Benfica Lissabon ausgeliehen.
Nachdem er während seiner Leihzeit bei Benfica sehr gute Leistungen gezeigt hatte, verpflichtete der portugiesische Verein Geovanni Ende 2003. Er unterschrieb einen Vier-Jahres-Vertrag und wechselte für 15.000.000 Euro. Die meiste Zeit war er Stammspieler der Mannschaft und wurde 2004 und 2005 sogar zum besten Spieler des Vereins ernannt. Nachdem er eine sehr erfolgreiche Zeit bei Benfica hatte, kündigte er aus familiären Gründen 2006 seinen Vertrag, um nach Brasilien zurückzukehren. Insgesamt war er in 114 Spielen für die Portugiesen aktiv und erzielte dabei 18 Tore. In Brasilien angekommen warteten über 1.000 Fans auf den neuen Mann bei Cruzeiro Belo Horizonte. Er unterschrieb einen Ein-Jahres-Vertrag. Nachdem er seine familiären Probleme geklärt hatte, kehrte nach einem Jahr wieder nach Europa zurück.
Im Juli 2007 absolvierte er ein Probetraining beim FC Portsmouth, entschied sich dann aber doch für Manchester City. Gleich in seinem ersten Spiel konnte er einen Treffer erzielen. Dort konnte er aber nicht überzeugen und wurde nach einem Jahr freigestellt.
Am 5. Juli 2008 wechselte er zu Hull City. Er erzielte gegen den FC Fulham, dass allererste Premier-League-Tor in der Geschichte des Vereins. Am Ende der Saison erzielte er die meisten Tore bei Hull City. Im September 2009 verlängerte er seinen Vertrag bis 2011.
Am Anfang der Saison 2009/2010 legte er einen sehr guten Start hin, indem er vier Tore in sieben Spielen erzielte. Trotz dieser guten Leistung, löste er im gegenseitigen Einvernehmen seinen Vertrag am 5. Juli 2010 auf.
Am 16. August 2010 wurde Geovanni als neuer Spieler der San José Earthquakes vorgestellt. Er ist damit der erste Spieler des Vereins, der einen Vertrag als "designated player" erhält. Am 5. September gab er sein Debüt in der Major League Soccer und erzielte ein Tor und eine Vorlage im Spiel gegen Houston Dynamo.
Am 30. Januar 2011 unterschrieb er ein 2-Jahres-Vertrag bei EC Vitória, der zu dieser Zeit in der brasilianischen Série B spielte. Er beendete seine Spielerkarriere im November 2013.

### Nationalmannschaft
Seinen bisher einzigen Einsatz in der brasilianischen Fußballnationalmannschaft hatte er am 12. Juli 2001, im ersten Vorrundenspiel der Mannschaft bei der Copa América 2001, gegen Mexiko.
Bei den Olympischen Sommerspielen 2000 gehörte er auch zum Kader der brasilianischen Mannschaft. In allen vier Spielen stand er auf dem Platz.

## Erfolge
Cruzeiro
- Recopa Sudamericana: 1998
- Copa Centro-Oeste: 1999
- Copa do Brasil: 2000
- Copa Sul-Minas: 2001

Benfica
- Primeira Liga: 2004/05
- Taça de Portugal: 2003/04
- Portugiesischer Fußball-Supercup: 2005